# Lepidastheniella monroi
Lepidastheniella monroi är en ringmaskart som beskrevs av Benham 1950. Lepidastheniella monroi ingår i släktet Lepidastheniella och familjen Polynoidae. Inga underarter finns listade i Catalogue of Life.